# Pierres
Pierres ist eine französische Gemeinde mit 2.792 Einwohnern (Stand: 1. Januar 2022) im Département Eure-et-Loir in der Region Centre-Val de Loire. Sie gehört zum  Arrondissement Chartres und zum Kanton Épernon. Die Einwohner werden Pierrotin(e)s genannt.

## Geografie
Pierres liegt am Fluss Eure, in den hier die Voise mündet. Umgeben wird Pierres von den Nachbargemeinden Villiers-le-Morhier im Norden, Maintenon im Osten und Süden, Bouglainval im Südwesten, Néron im Westen sowie Nogent-le-Roi im Nordwesten.

## Bevölkerungsentwicklung
| 1962 | 1968 | 1975 | 1982 | 1990 | 1999 | 2006 | 2018 |
| ---- | ---- | ---- | ---- | ---- | ---- | ---- | ---- |
| 869  | 853  | 1301 | 1965 | 2398 | 2691 | 2773 | 2769 |

## Sehenswürdigkeiten
- Kirche Saint-Gervais-Saint-Protais
- Mittelalterlicher Garten mit Observatorium von Boisrichieux
- Waschhäuser

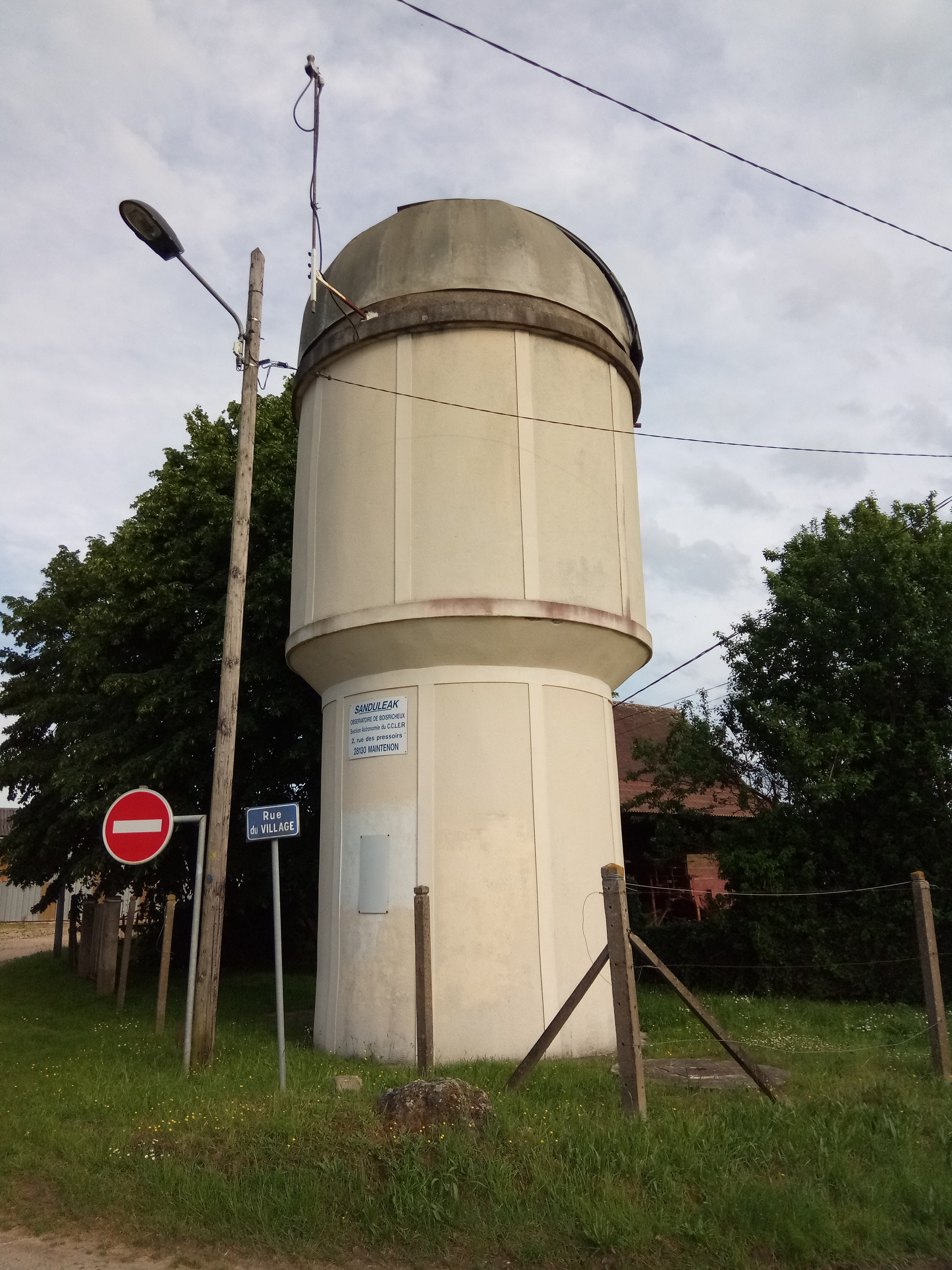
Observatorium
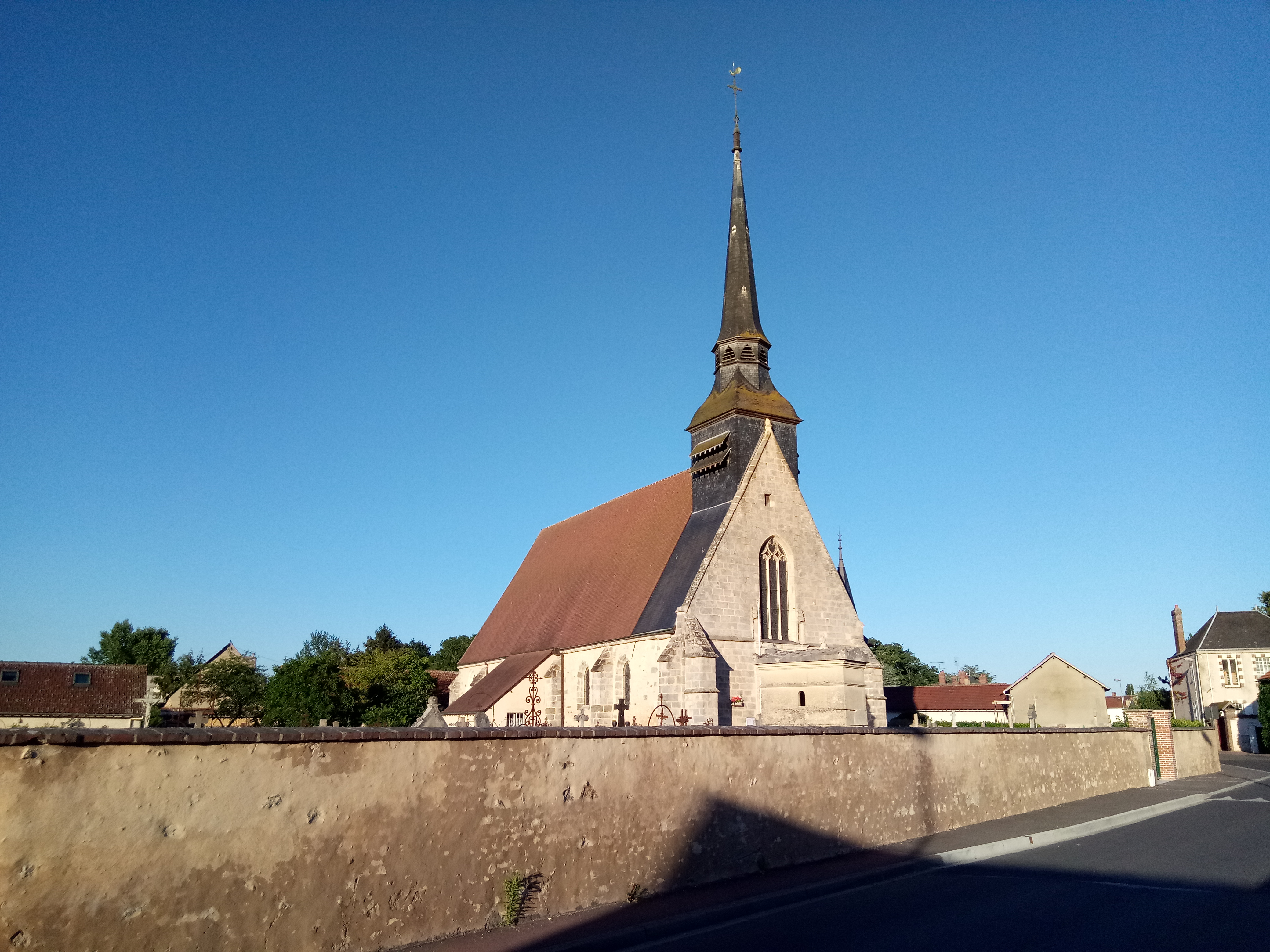
Kirche Saint-Gervais-Saint-Protais